# Ахмад ібн Кутлуг
Ахмад ібн Кутлуг (*д/н — 1403) — бей Ак-Коюнлу в 1389—1403 роках.

## Життєпис
Походив з роду Баяндур. Син Фахраддін Кутлуг-бея, очільника племінного союзу Ак-Коюнлу. Після смерті батька у 1389 році виступив проти брата Кара Османа, якого змусив розділити владу над Ак-Коюнлу. Згодом набув більшої ваги, ставши фактичним правителем усіх Ак-Коюнлу.
З 1389 року з тим в першу чергу вступив у конфлікт з Каді Бурхан ад-Дін, правителем бейлика Еретна. Невдовзі уклав договір з братами Кара Османом та Пір-Алі Баяндуруом проти Бурх ад-Діна. З цього часу бойові сутички з військами останнього відбувалися щорічно. Переніс ставку з Байбурди до Малатії.
Того ж року почалася війна проти Кара-Коюнлу, в якій зазнав поразки й вимушений був тікати до Сівасу, де правив Бурх ад-Дін. Тут він замирився з ним, згодом отримав допомогу для відновлення влади в Ак-Коюнлу. В союзі з Бурх-ад-Діном здійснював походи проти повсталих васалів Токата і Амасії. Водночас зумів стати єдиним правителем Ак-Коюнлу. У 1395 році спільно з Каді Ахмед-бей напав на Ерзінджан, який було захоплено й пограбовано.
У 1396 році проти Ахмеда ібн Кутлуга повстав брат Кара Осман. Водночас виник конфлікт із Каді Бурх-ад-Діном. Ведучи боротьбу проти обох, Ахмад-бей намагався зберегти основні свої володіння. Разом з тим усіляко протидіяв братові у війні того з Бурх-ад-Діном. Після поразки останнього у 1398 році воював проти Кара Османа. У 1399 році прибув до табору чагатайського еміра Тимура, визнавши його зверхність. У 1402 році брав участь у битві при Анкарі, де османський султан Баязид I зазнав нищівної поразки.
Після відходу Тимура до Мавераннахра опинився у складному становищі, оскільки його суперник Кара Осман набув більшої ваги. Зрештою у 1403 році за намовою останнього Ахмеда ібн Кутлуга було вбито. Новим беєм став Кара Осман.